# Mario Búcaro Flores
Mario Adolfo Búcaro Flores (Nueva Guatemala de la Asunción, 5 de mayo de 1977) es un diplomático y funcionario guatemalteco que se desempeñó como Ministro de Relaciones Exteriores de Guatemala entre 2022 y 2024 en el gobierno de Alejandro Giammattei.. 
Ha sido Embajador de Guatemala en México, y Embajador en Israel, al mismo tiempo que era Embajador concurrente para Bulgaria y Chipre. Al ser nombrado para su cargo como Embajador se convirtió en el primer Embajador de Guatemala del siglo XXI en Jerusalén. Fue Presidente del Consejo de Ministros de la Asociación de Estados del Caribe entre 2022 y 2023.

## Educación  y formación
Obtuvo el título de Licenciado en Ciencias Jurídicas y Sociales, Abogado y Notario otorgado por la Universidad Rafael Landívar de Guatemala de Guatemala. Posteriormente obtuvo un Postgrado en Derecho Internacional Privado de la Universidad de Salamanca, y Postgrado en Contratación Internacional por la Universidad de Castilla-La Mancha.
También estudió una Maestría en Derecho Mercantil y Competitividad por la Universidad de San Carlos de Guatemala y desarrolló estudios de Doctorado en Derecho Laboral y Seguridad Social por la Universidad Mariano Gálvez de Guatemala, también ha cursado diferentes especializaciones en mediación y resolución de conflictos por diferentes instituciones.
Se preparó como mediador certificado y se ha especializado en Mediación Internacional y Resolución de Conflictos. Fue Presidente de la Junta Directiva del Centro Internacional de Mediación de la Cámara de Comercio e Industria Guatemalteco Mexicana –Camex-.
Entre otros cursos cuenta con los siguientes:
• Diplomacia para Funcionarios Diplomáticos y servidores públicos del Ministerio de Relaciones Exteriores de la República de Guatemala extendido por Instituto Centroamericano de Administración Pública (ICAP) y el Sistema de Integración Centroamericana (SICA), 2022.
•Especialización en Ética Pública, Transparencia y Anticorrupción, por la Universidad Nacional del Litoral, Argentina, 2015
•Especialización en Mediación y Resolución de Conflictos, por el Centro Internacional de Mediación y Universidad San Pablo, 2012
• Especialización en Mediación Internacional, por el Centro Internacional de Mediación y ESI School of Management, 2012.

## Carrera diplomática
De forma oficial se encuentra inscrito en el Escalafón Diplomático de Guatemala como diplomático de carrera.
En el año 2018 fue nombrado embajador de Guatemala en Israel convirtiéndose así en el primer embajador de Guatemala en Jerusalén luego de haber cambiado la sede de la embajada y reconocimiento de esta ciudad como capital de Israel.
En el año 2020 fue nombrado como embajador de Guatemala ante los Estados Unidos Mexicanos, en la que estuvo a cargo de 13 consulados en todo el territorio mexicano y la concurrencia para Guatemala con 39 países.
Fue Decano del Cuerpo Consular acreditado en Guatemala, Cónsul Honorario de Georgia en Guatemala

### Ministro de relaciones exteriores
El 31 de enero de 2022 fue nombrado por Alejandro Giammattei como canciller de Guatemala, después de la renuncia que presentó Pedro Brolo, cuando fue nombrado ejercía como embajador de Guatemala en México. Ante la Invasión rusa de Ucrania en 2022 se expresó en contra de dicha acción y como respuesta retiró a la embajadora en Moscú por órdenes del presidente Giammattei. Y fue parte de la delegación que visitó al presidente ucraniano Volodímir Zelenski para una reunión en Kiev en julio de 2022.

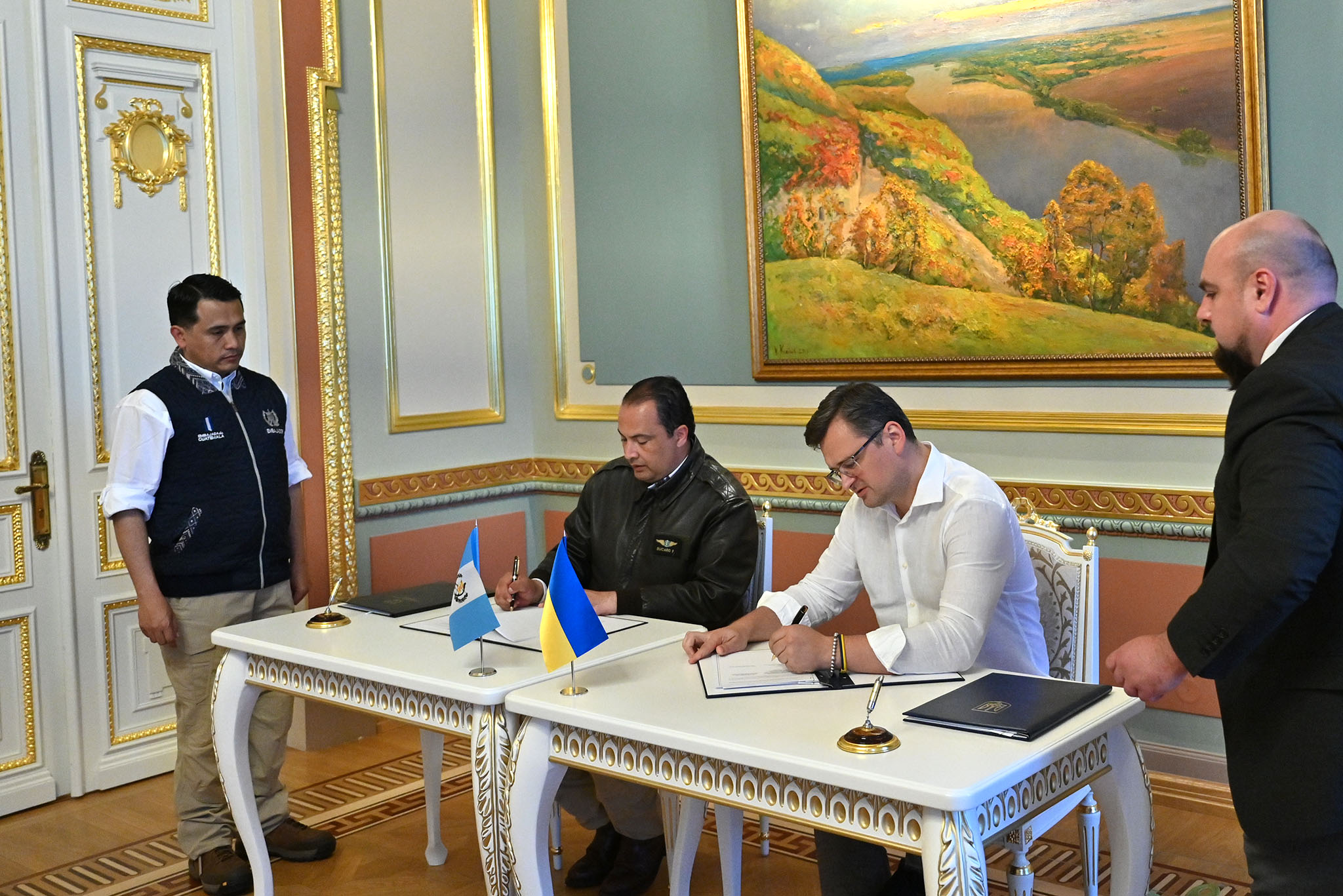
Mario Búcaro firmando una declaración junto al canciller de ucrania, Dmytró Kuleba durante la visita del presidente de Guatemala a Ucrania en 2022.

Durante su actividad como Canciller de Guatemala ha mantenido una fuerte amistad con las autoridades de la República de China, a finales de agosto e inicios de septiembre de 2022 viajó a Taiwán en donde expresó su apoyo al gobierno después de la visita de Nancy Pelosi a la isla unos meses antes y que había generado amenazas de la República Popular China hacia el gobierno taiwanés cuando realizó ejercicios militares cerca del área que ocupa la isla de Taiwán. En el viaje que realizó se reunió con el canciller Joseph Wu y con la presidente Tsai Ing-wen a quien expresó «Taiwán tiene nuestro apoyo pese a cualquier desafío o amenaza» este viaje provocó que China Popular expresara su desacuerdo con esas declaraciones instando a Guatemala a establecer relaciones con China y romperlas con Taiwán.
En marzo de 2023 Tsai Ing-wen realizó una visita a Guatemala y Búcaro fue el encargado de recibirla junto a su delegación en el aeropuerto La Aurora, quién estuvo durante una semana en el país en lo que realizó visitas a diferentes partes del país; en abril del mismo año viajó junto al presidente Alejandro Giammattei a Taiwán en un viaje oficial que duró casi una semana.
También en el ejercicio de ese cargó ejerció como:
- Vicepresidente de la Asociación De Estados Del Caribe (AEC).
- Presidente de Consejo Nacional de Atención al Migrante de Guatemala (CONAMIGUA)
- Presidente de la Comisión Guatemalteca para la Aplicación del Derecho Internacional Humanitario (COGUADIH).
- Coordinador Especial de Guatemala para la Implementación de la Declaración de Los Ángeles.
- Comisionado de la Comisión Presidencial por la Paz y Derechos Humanos (COPADEH).

## Distinciones y reconocimientos
- Miembro de Mérito, Fundación Carlos III, Madrid, España, 2023.
- Condecoración Cruz de Servicios Distinguidos, otorgada por El Ministro de la Defensa Nacional de Guatemala, 2023.
- Condecoración Gran Cruz Extraordinaria, otorgada por el presidente de la República del Paraguay, 2023.
- Condecoración de la Orden Ricardo J. Alfaro en el grado de Gran Cruz, otorgada por el presidente de la República de Panamá, 2023.
- Condecoración y reconocimiento de Ucrania, Orden del Príncipe Yaroslav el Sabio del II Grado, 2023
- Gran Cordón de primera clase de la Orden de la Estrella Brillante de Taiwan, 2022
- Premio Mundial de la Paz Gusi Peace, otorgado por la Fundación Gusi Peace Prize con sede en Manila, Filipinas, 2,019.
- Reconocimiento al mérito por el Club de Embajadores de Israel 2019.
- Reconocimiento por la gestión y promoción del proyecto binacional Jardín Guatemala por el Fondo Judío Keren Kayemeth Le Israel 019.
- Mención honorífica otorgada por la Municipalidad de Jerusalén por ser el primer país en establecer su Embajada en Jerusalén y el primero en retornarla en el Siglo XXI 2019.
- Reconocimiento y Condecoración Medalla Monja Blanca de Primera Clase, otorgada por el ministro de la Defensa Nacional de Guatemala, 2,018.
- Reconocimiento y Condecoración Medalla Monja Blanca de Segunda Clase, otorgada por el Ministro de la Defensa Nacional de Guatemala, 2,018